# 姚克鲁
姚克鲁（1932年—），男，广东合浦（今属广西）人，中华人民共和国政治人物，曾任广西壮族自治区政协副主席。